# Corticium otagense
Corticium otagense är en svampart som beskrevs av G. Cunn. 1963. Corticium otagense ingår i släktet Corticium och familjen Corticiaceae.   Inga underarter finns listade i Catalogue of Life.